# مورگنه دوبلد
مورگنه دوبلد (به انگلیسی: Morgane Dubled) (زاده ۱ ژوئیه ۱۹۸۴) مدل فرانسوی است.